# Beg Meil
Beg Meil est un lieu-dit de la commune de Fouesnant (Finistère), en Bretagne, situé en bordure de l'océan Atlantique. C'est une station balnéaire réputée.

## Géographie
Beg Meil est une presqu'île, entourée à l'est par la baie de La Forêt et au sud par l'océan Atlantique, de la commune de Fouesnant-Les Glénan, qui a donné son nom à un hameau, ainsi qu'à la pointe de Beg Meil, située à l'extrémité sud-est de cette presqu'île.

## Étymologie
Le toponyme breton Beg Meil est, à l'origine, le nom de la pointe rocheuse qui ferme à l'ouest la baie de La Forêt, comme l'indique par exemple la carte de Cassini ("Pointe de Becmeil"). On le traduit souvent par  pointe du moulin, bien que le site n'ait, semble-t-il, jamais porté de moulin. Un moulin à vent est toutefois indiqué sur la carte de Cassini, mais à environ 2,5 km plus à l'ouest, à l'extrémité d'une ancienne pointe maintenant englobée dans le polder de Mousterlin. Le nom aurait pu ainsi désigner, par le passé, un lieu-dit plus étendu que celui actuellement dénommé Beg Meil.
Beg Meil, d'après Francis Favereau, signifie la pointe du poisson argenté (le bar). Son dictionnaire breton-français ne renvoie pas vers « bar », mais traduit meilh par « mulet » et meilh rouzig ou meilh ruz  par « rouget barbet » ou encore par « surmulet » qui en français est l'autre nom du rouget. Beg Meil = pointe du rouget.

## Histoire

### L'Ancien Régime
Sous l'Ancien Régime, Beg Meil ne désigne que la pointe rocheuse dite aujourd'hui du sémaphore. La plupart des terres appartiennent alors à la seigneurie de Kergaradec puis de Kergaradec-Bréhoulou, démembrée à la Révolution où le nom de Beg Meil apparaît pour identifier la globalité du lieu.

### Le sémaphore de Beg Meil et le menhir
Le sémaphore de Beg Meil a été construit en 1861 à la pointe de Beg Meil près d'un ancien corps de garde construit au XVIIIe siècle (abandonné depuis la chute du Premier Empire) et près de deux batteries conçues pour protéger le littoral contre les incursions anglaises. Il assure la surveillance de la baie de la Forêt et des approches de l'archipel des Glénan. Il a depuis sauvé de nombreux navires, par exemple le 27 décembre 1899, il coordonne le sauvetage du trois-mâts terre-neuvas Rubens qui n'avait plus que son mât d'artimon et qui fut sauvé par le canot de sauvetage de l'île de Groix.

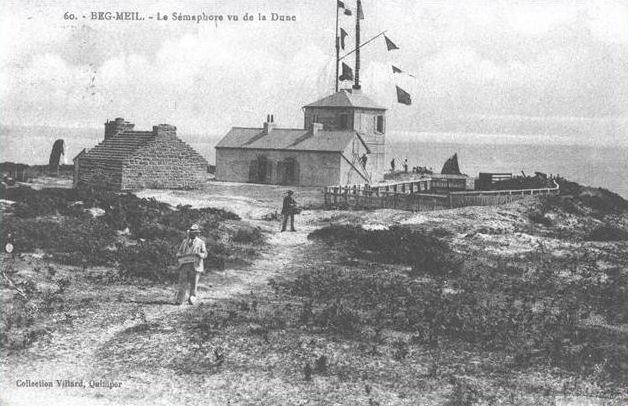
Corps de garde, sémaphore et menhir à la Belle Époque
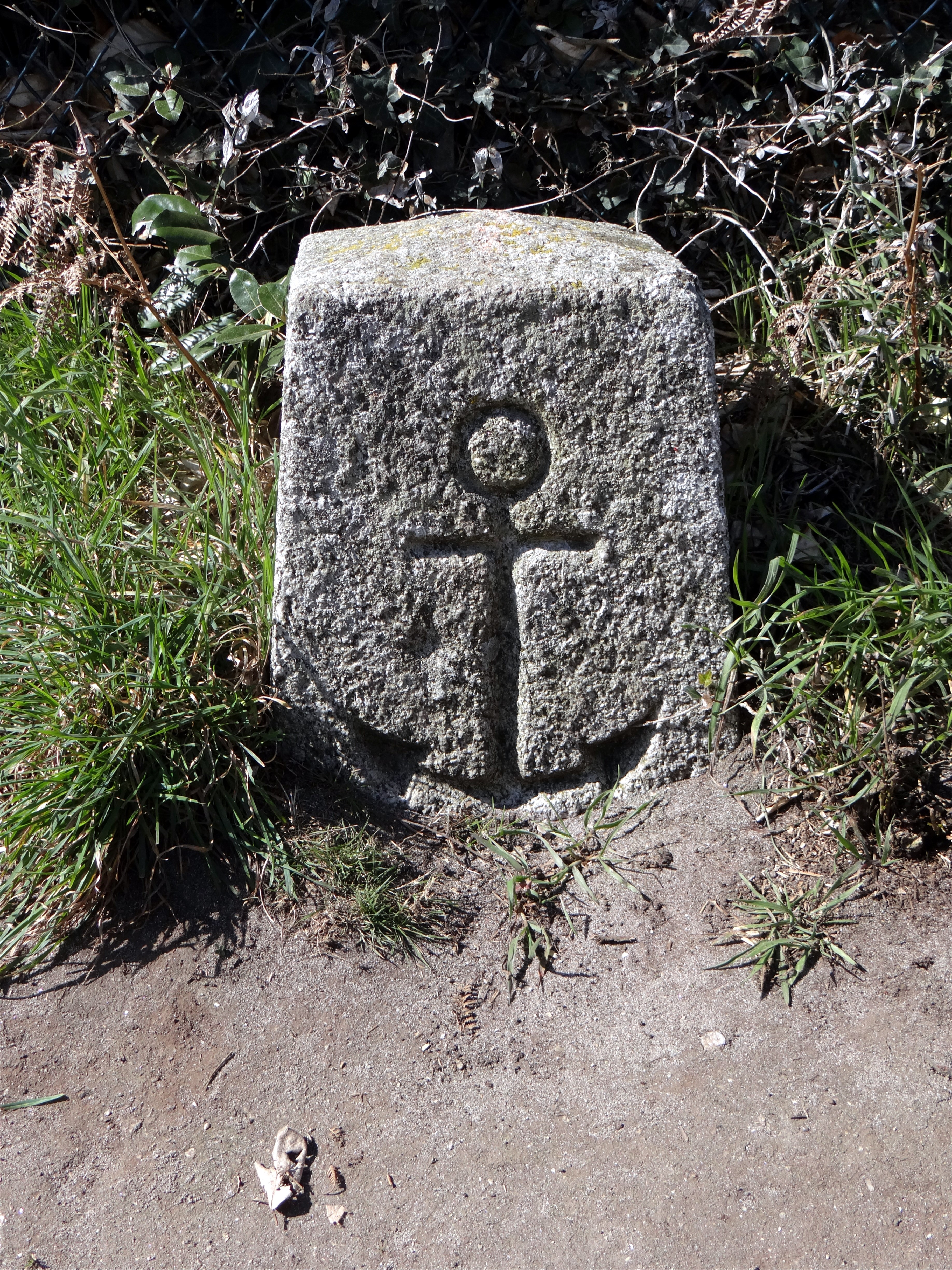
Une des bornes en granit du terrain sémaphorique (Second Empire, 1861), visible sur le chemin côtier à la pointe de Beg-Meil
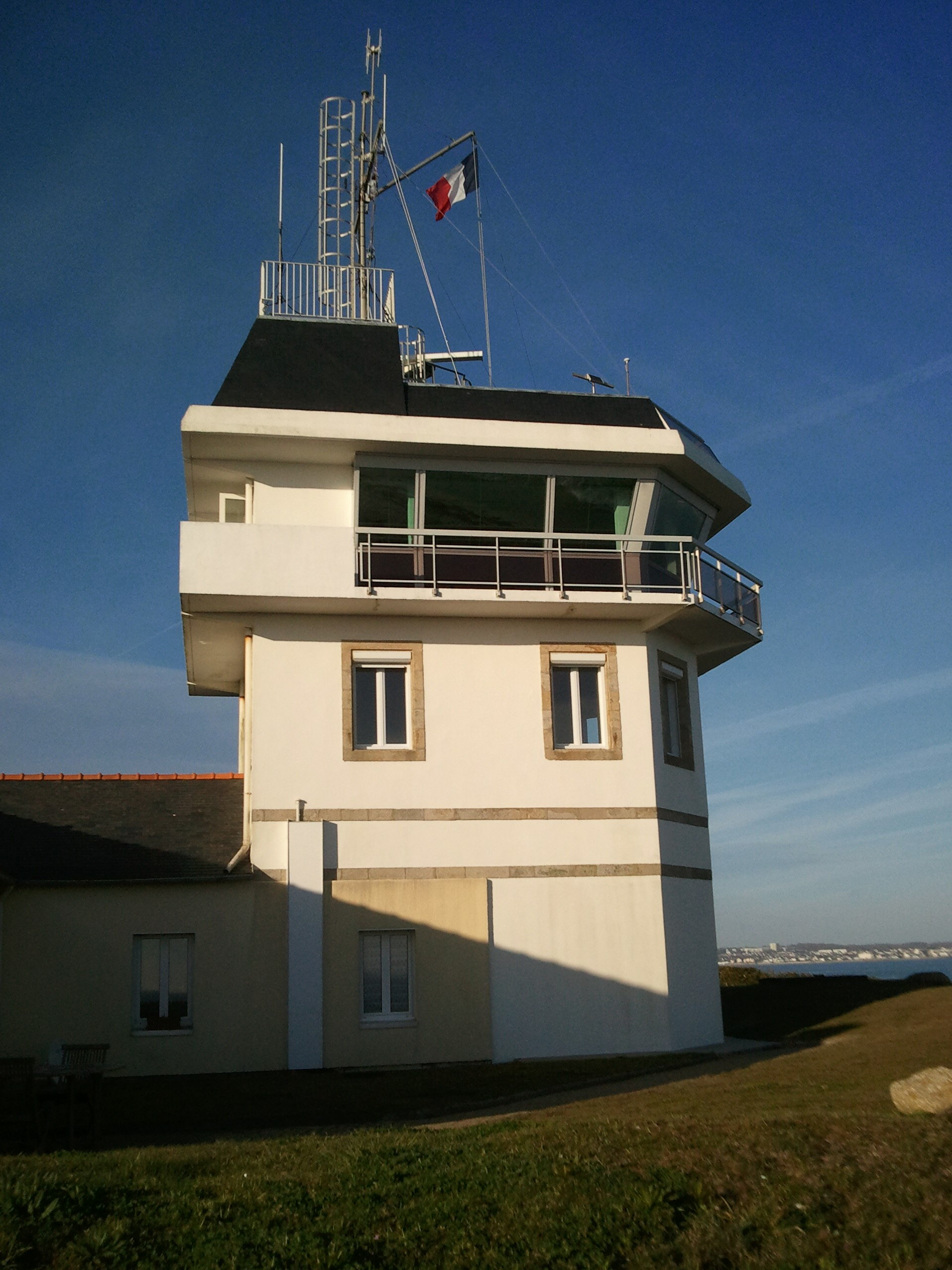
Sémaphore de Beg Meil
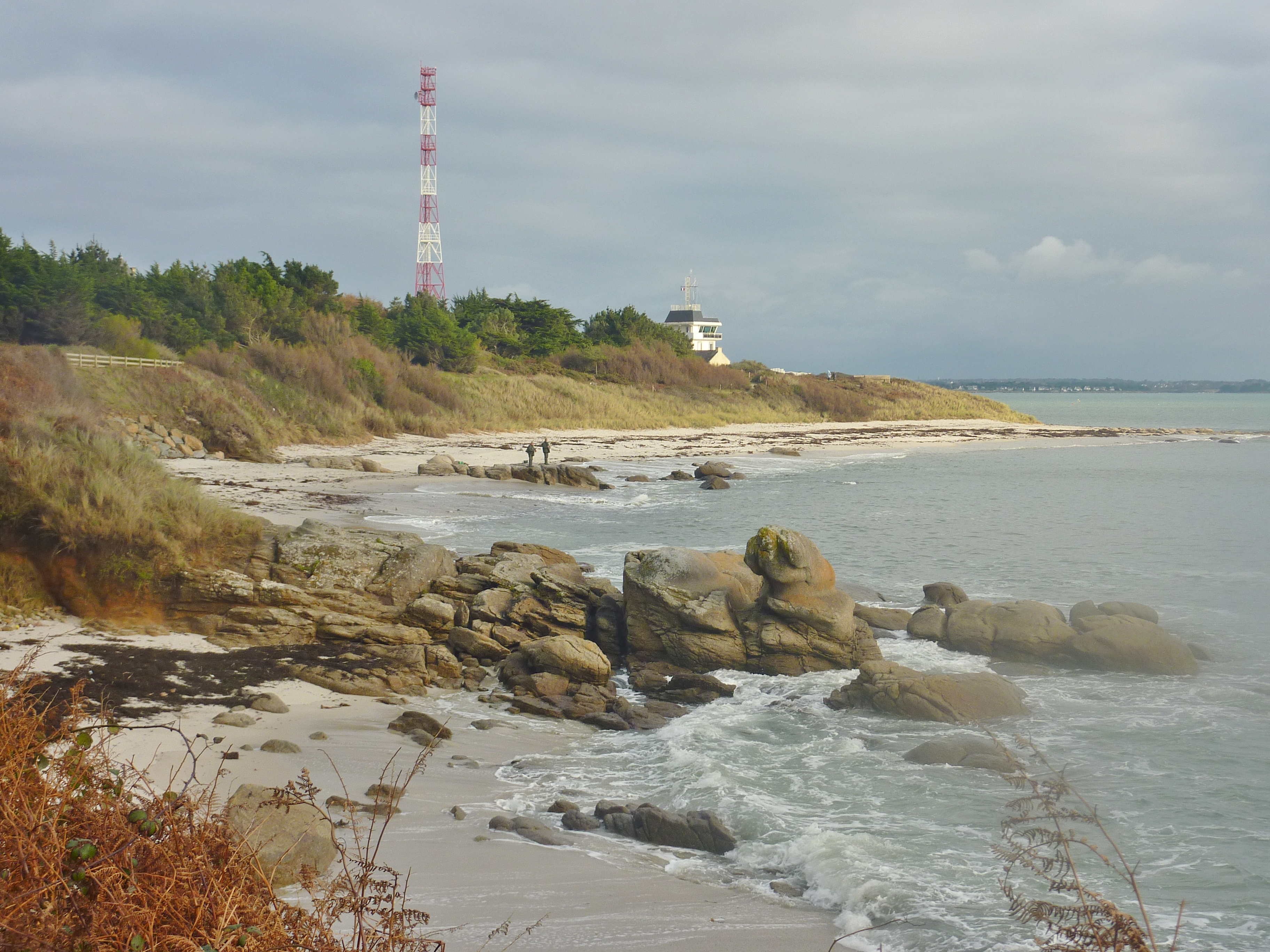
La pointe de Beg Meil : le sémaphore et la plage des dunes
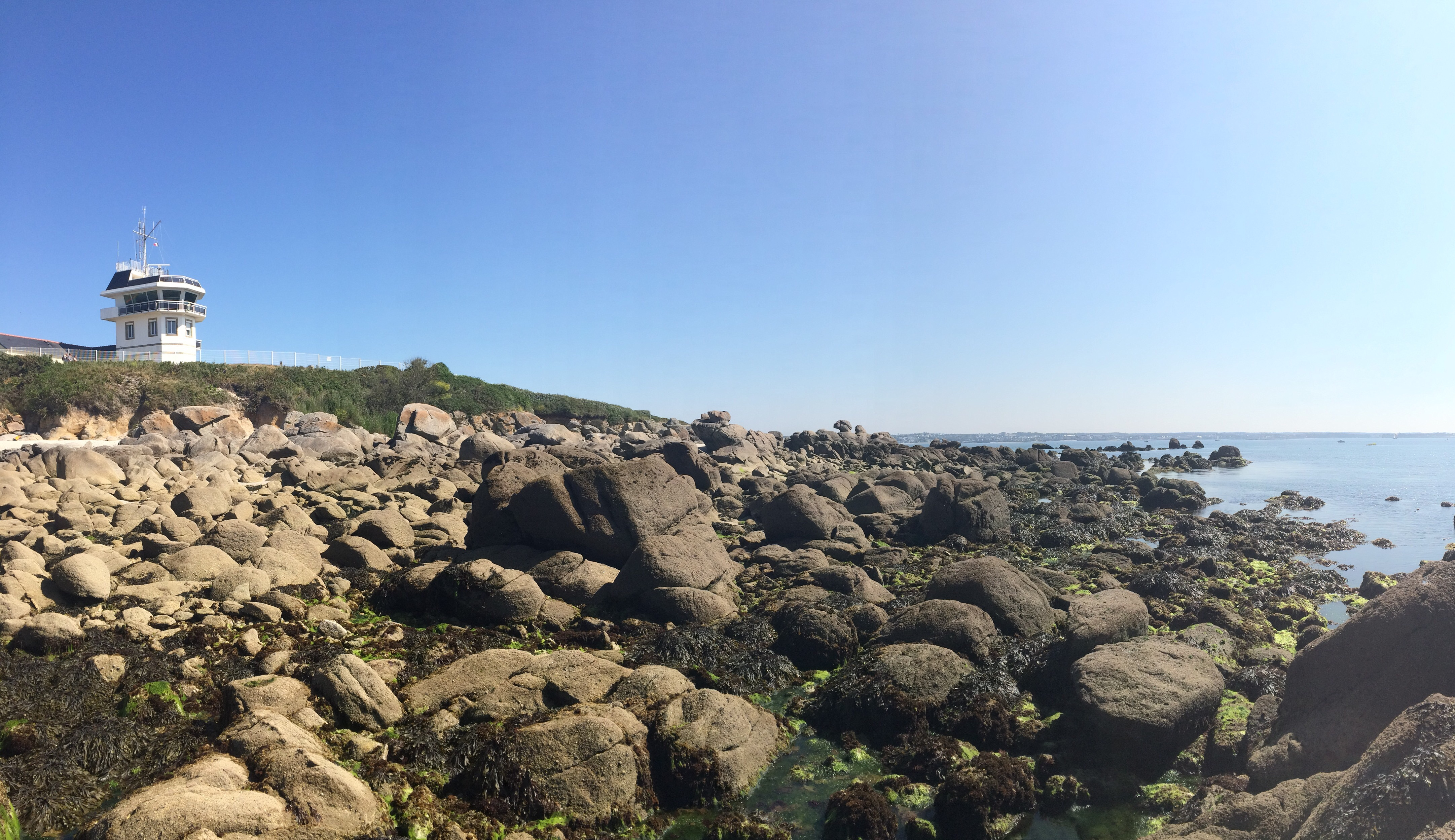
Pointe de Beg Meil à marée basse. À gauche, le sémaphore

Désormais, il fonctionne du lever au coucher du soleil. En 2012, il a engagé 83 opérations de secours.
Un menhir (Paul Gruyer en 1911 signale même l'existence de deux menhirs, dont l'un peint en blanc, servant d'amer) , dit « Menhir du sémaphore » car il se trouve à proximité, haut de 5,50 mètres, s'élevait à la pointe de Beg Meil ; il fut classé monument historique le 26 avril 1930. Les Allemands le firent sauter pendant la Seconde Guerre mondiale en février 1942 dans le cadre de la construction du mur de l'Atlantique car il gênait leur dispositif militaire. Des velléités de relèvement n'ont à ce jour pas abouti, mais le menhir est toujours là, couché sous le gazon d'une propriété riveraine.
En 1904, un câble sous-marin relie Beg Meil à l'île de Penfret pour la desserte téléphonique de l'archipel des Glénan. Encore en partie présent, Il est de nos jours désaffecté.

### L'essor du tourisme dans la deuxième moitié duXIXesiècleet le début duXXesiècle

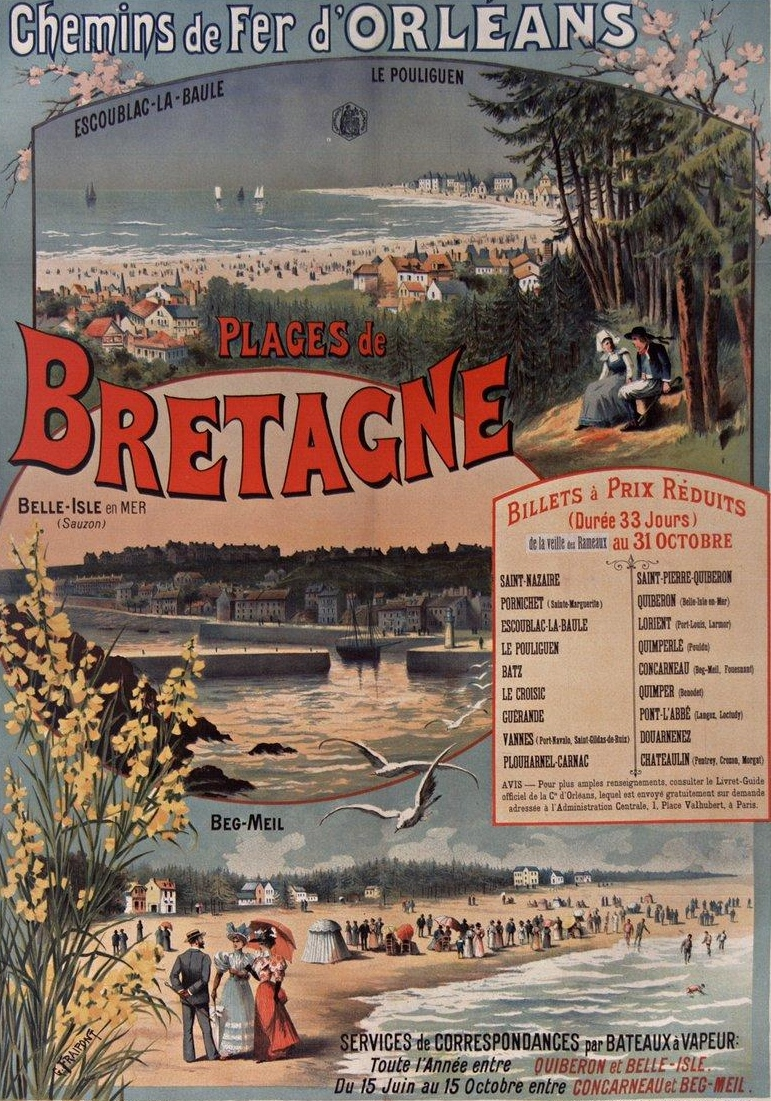
Affiche publicitaire (1896)

Les familles Buzaré  puis Bénac contribueront au XIXe siècle à la renommée du lieu, visité par une intelligentsia littéraire et artistique séjournant dans des hôtels au confort « moderne » comme le Grand Hôtel, l'hôtel de la Plage, l'hôtel des Dunes ou encore l'Hôtel de l'Océan. Après 1936 la démocratisation des loisirs verra affluer une nouvelle clientèle qui s'installera au-delà du « chemin creux ».

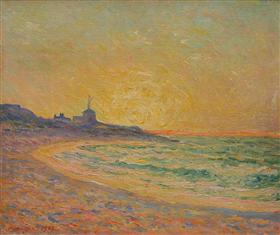
Soleil levant à Beg-Meg
Maxime Maufra, 1900
Collection privée
Vente 2010

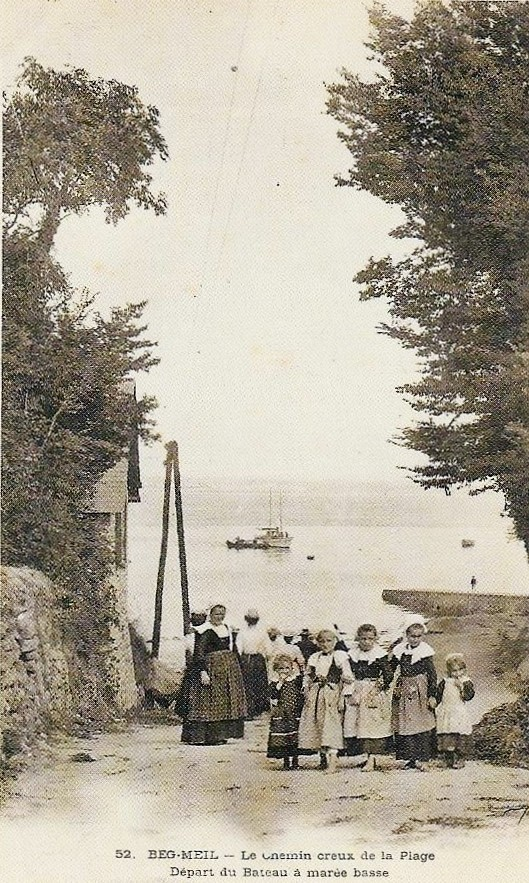
Beg-Meil ː chemin creux d'accès à la plage et départ de bateau vers 1910 (carte postale Villard).

L'écrivain Marcel Proust y séjourna du 7 septembre au 27 octobre 1895, en compagnie du musicien d'origine vénézuélienne Reynaldo Hahn séjournant à la pension Rousseau, puis à l'hôtel Fermon, construit en 1886. Il y écrira le roman Jean Santeuil, première esquisse de À la recherche du temps perdu.
Proust écrit :

« Un pays enchanteur, terre de beauté, mélange de poésie et de sensualité, la plus noble et douce et délicieuse chose que je connaisse, j’adore Beg-Meil, où il est exquis de vivre. »

Yves Guédon écrit en 1910 :

« De notre séjour au Grand Hôtel de Beg Meil nous avions rapporté le plus délicieux souvenir. Toute une colonie d'artistes illustres, à commencer par Sarah Bernhardt, François Coppée, Huguenet, l'homme volant qu'on appelle Latham, le poète Théodore Botrel, nos hommes d'état Briand et Viviani, d'autres encore, nous y avaient précédés. La plage de Beg Meil n'est pas étendue, mais elle est délicieusement assise, presque dissimulée, dans la baie de Concarneau, abritée de tous les côtés par de grands arbres qui rendent les routes fraîches, à l'abri de la poussière. Après le bain, on peut s'y promener à l'aise et les amateurs de sport que l'été ne désarme pas, trouvent au Grand Hôtel, qui est un modèle du genre, le moyen de s'exercer au tennis, au football ; les enfants ont le trapèze et les pratiquants du canotage peuvent se livrer à leur exercice favori, sans crainte du vent et de la grosse mer. Reste encore la pêche, qui est fructueuse et sans danger. »

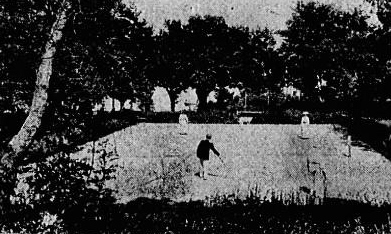
Tennis à Beg Meil vers 1910.

De nombreuses propriétés luxueuses sont alors construites. Parmi elles, le domaine de Bot-Conan, (le château est construit en 1899 par l'architecte Paul Lagrave), appartenant au docteur Félix Guyon (médecin du tsar de Russie), longuement décrit dans un article de la revue La vie à la campagne en 1911. Ce domaine passe ensuite aux mains de la famille Polaillon et est occupé par les Allemands pendant la Seconde Guerre mondiale. Ce château et son kiosque, situé en bord de mer, sont visibles depuis le sentier piétonnier littoral (GR 34), mais ne se visitent pas. Plusieurs villas sont construites par l'architecte Charles Chaussepied, notamment la villa Ker Maria en 1902, la villa Ker Alar en 1904 et la villa Paludes en 1927.
Un article de Jean-René Canevet, intitulé L'évolution de Beg meil jusqu'en 1939 est paru dans la revue Foen Izella no 36, il évoque le sémaphore de Beg meil, les hôtels du début du XXe siècle, la fête nautique de 1925 à la cale de Beg Meil, etc.

### XXesiècle
Auguste Dupouy écrit en 1944 qu'au début du XXe siècle « Beg Meil, paradis un peu artificiel, n'était (...) qu'une pointe couverte d'ajoncs, un minuscule port de pêche et, entre les deux, de petites plages où venaient le dimanche des gens de Quimper et de Concarneau.

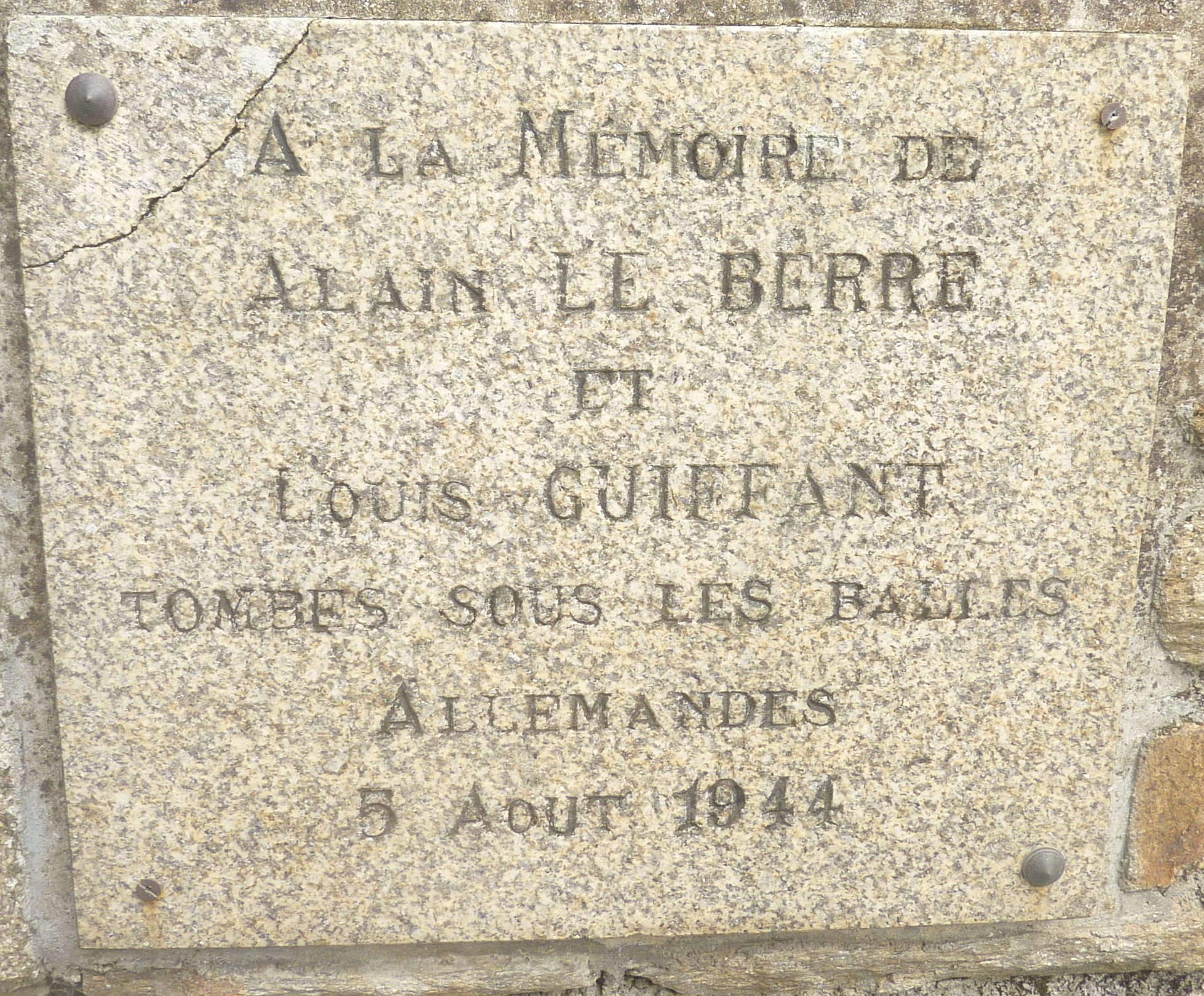
Plaque commémorative à la mémoire de deux résistants, Alain Le Berre et Louis Guiffant, tués par les Allemands à Beg Meil le 8 août 1944.

Le 23 août 1936, la nouvelle chapelle Saint-Guénolé de Beg Meil, construite par les architectes quimpérois Jacques Lachaud et René Legrand, est consacrée par Mgr Duparc. Elle remplace une ancienne chapelle dédiée à saint Guénolé, ce qui permet la renaissance du pardon de Saint-Guénolé (Fête de la mer), célébré traditionnellement chaque deuxième dimanche d'août.
Pendant la drôle de guerre, des familles juives se réfugient à Beg Meil, en particulier des membres des familles Vidal-Naquet, Brunschvig et Lang-Verte.
L'épave du chalutier hollandais, transformé en chalutier armé allemand chasseur de sous-marins, UJ-1420, disparu au large de Beg-Meil dans la nuit du 14 au 15 août 1944 après avoir été attaqué par des destroyers alliés, a été retrouvée par des plongeurs en 2016.
L'année 1968 voit la construction d'un village de vacances dans le style « maison bulle », œuvre d'Henri Mouette et Pierre Székely qui recevra le label « Patrimoine du XXe siècle ».
Le site a beaucoup souffert de la très violente tempête de 1987. Une partie des dunes côtières était plantée de très grands pins maritimes dont aucun ne résista. Replantée par l'Office National des Forêts, la dune domaniale retrouve peu à peu sa silhouette. Dans les jardins des grandes villas, on pouvait voir de très vieux cyprès de Lambert à la taille souvent très imposante; là aussi ils furent anéantis, quelques rares spécimens demeurent encore debout mais fortement amputés au niveau de leur houppier.
Près de 5 000 plants (700 tamaris, 200 cyprès, 1400 pins Thumberg, 1300 pins maritimes, 1000 chênes verts, 200 arbousiers, 20 figuiers, 50 rhododendrons, etc.) ont été replantés en 1988, ces plantations nécessitant un important apport de terre végétale, afin de protéger les dunes et reboiser le site.

### LeXXIesiècle
Le CEMPAMA (Centre d'études du milieu et de pédagogie appliquée du Ministère de l'agriculture), créé en 1968, aujourd'hui unité locale de l'Agrocampus de Rennes, est un laboratoire d'études aquacoles et propose des stages de formation en aquaculture, basé à l'ancien Grand Hôtel de Beg Meil, qu'il a acquis en 1973. Les abords de la cale restent un enjeu pour un renouveau touristique dans la tradition initiale de la station. Cependant, le site ne sera plus pris en charge par l'Institut agro Rennes-Angers à partir de 2022 à la suite de l'intégration de l'Agrocampus dans l'Institut agro.

## Activités

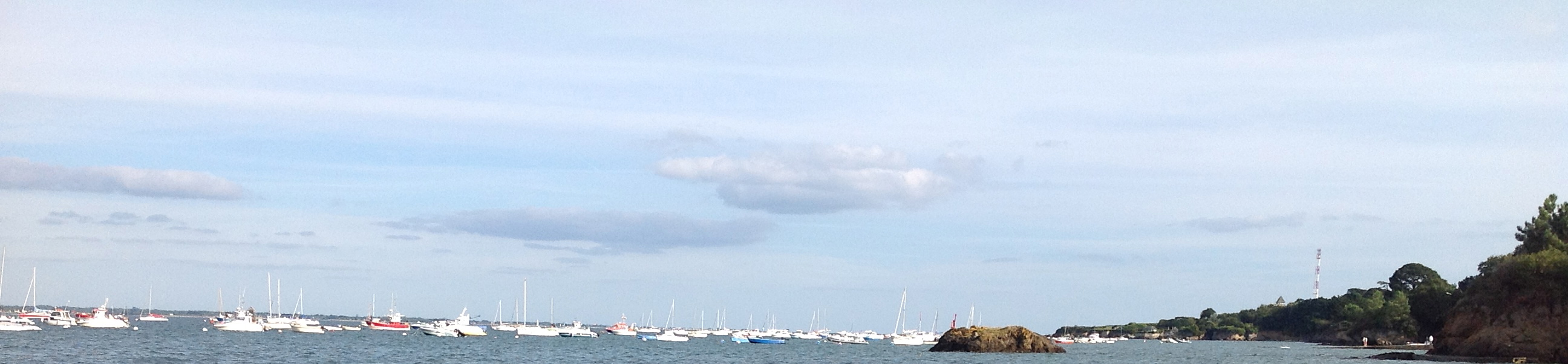
Mouillage, face à Concarneau, sentier cotier. À droite, « La Cale ».

Petit abri côtier de la commune de Fouesnant (Finistère). Du port (La Cale) de Beg Meil sont assurées, pendant la saison touristique d'été des liaisons par vedettes avec les îles des Glénan, Concarneau, Benodet. Quelques pêcheurs professionnels y sont basés, certains pratiquant la vente directe de leur pêche.

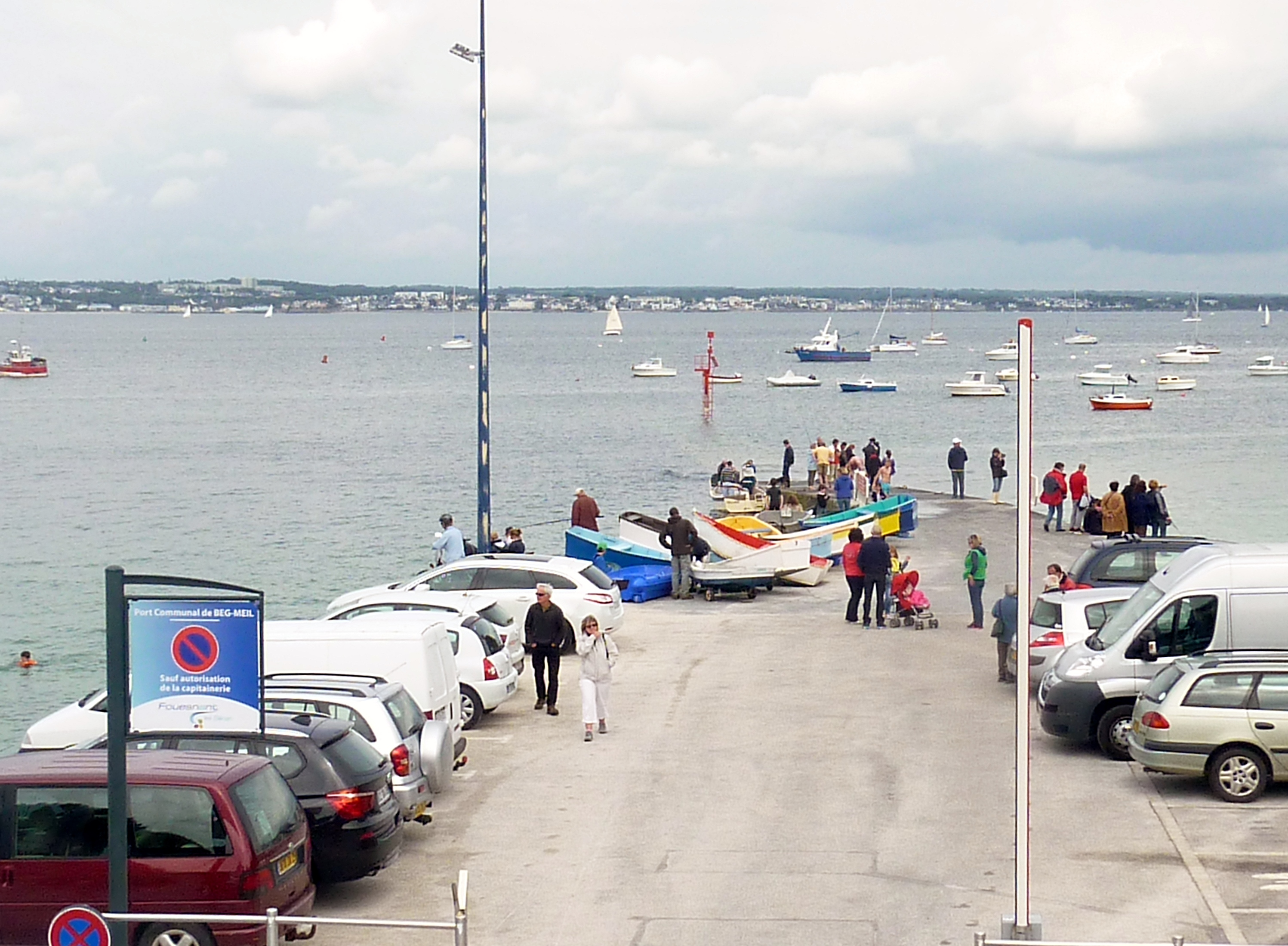
La cale de Beg Meil.

La cale est surtout le siège d'activités de loisirs, plongée sous-marine, plaisance , et abrite un bureau du Centre international de plongée des Glénan.
Beg-Meil a connu un fort développement, principalement touristique, dans les années 1980. L'extension contemporaine de la station balnéaire a été assurée grâce au rachat d'anciens hôtels transformés en appartements (ex: l'hôtel des Dunes, hôtel l'Océan ; hôtel de la plage) ou pour l'hôtel le plus connu (le Grand Hôtel ex-hôtel des Bains de Mer) en un site Agrocampus (Institut supérieur des sciences agronomiques, agroalimentaires, horticoles et du paysage de l'Université de Rennes) qui a fermé en 2022, ainsi que la construction de nouveaux lotissements et le développement des commerces et des services.
Une grande partie du parc immobilier de Beg Meil est constitué de résidences secondaires. Beg Meil devient aussi un quartier résidentiel pour des migrants pendulaires travaillant à Quimper.
Retrouvant sa notoriété, Beg Meil accueille chaque année des touristes français et étrangers par milliers grâce à une augmentation considérable de ses capacités d'accueil et à l'établissement de vastes terrains de camping. Aujourd'hui, c'est le tourisme et le commerce qui font vivre Beg Meil. On trouve également sur la côte begmeiloise (notamment dans le Chemin Creux) de vastes propriétés où sont implantées de magnifiques villas. On peut ainsi admirer, en s'éloignant de quelques mètres de la côte, des manoirs appartenant à des personnalités telles que Vincent Bolloré ou les familles Puget et Michelin.L'"Association pour la Sauvegarde du Pays Fouesnantais" a mené un long combat pour obtenir l'aménagement du sentier piétonnier littoral (GR 34) ; le débat en voie d'apaisement sur le tracé du chemin côtier, du sémaphore à la cale, autour de la servitude de passage illustre les difficultés qui perdurent depuis des années.
Un sémaphore de la Marine nationale opère une veille maritime à la pointe de Beg Meil.

## Tableaux

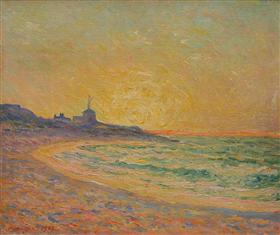
Maxime Maufra : Le sémaphore de Beg Meil (1900).
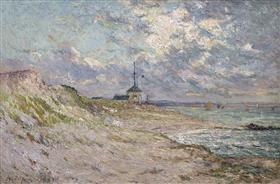
Maxime Maufra : Le sémaphore de Beg Meil (1904).

- Maxime Maufra : Le sémaphore de Beg Meil (1900).
- Maxime Maufra : Le sémaphore de Beg Meil (1904).

## Livre
- Roselyne Javry, André Bénac, du côté de Beg-Meil, 2024.